# Solanet
Solanet es una localidad del partido de Ayacucho, provincia de Buenos Aires, Argentina.

## Población
Cuenta con 47 habitantes (Indec, 2010), lo que representa un decremento del 9,6% frente a los 52 habitantes (Indec, 2001) del censo anterior.
| Gráfica de evolución demográfica de Solanet entre 1991 y 2010                               |
|                                                                                             |
| Fuente: Censos nacionales del INDEC. En 1991 se la consideró como Población rural dispersa. |